# Douglas T. Prehn
Pour les articles homonymes, voir Prehn.
Douglas T. Prehn était un urologue du XXe siècle dans la US Navy et à Wausau, au Wisconsin.

## Biographie
Douglas T. Prehn est connu pour avoir laissé son nom au signe de Prehn qu'il a décrit en 1934.